# Chamavusok
A chamavusok ókori germán néptörzs a Rajna alsó vidékén, a bructerusok szomszédságában. Ptolemaiosz Klaudiosz a cheruskok szomszédaiként említi őket. A 3. században a frankok egy részeként fordulnak elő. A 4. század után már nem történik említés róluk, nevük valószínűleg Hamaland tartomány nevében maradt fenn. Tacitus több helyen is említi őket.